# パガディアン
パガディアン（Pagadian）は、フィリピン南部ミンダナオ島の西部、サンボアンガ半島の南岸に位置する都市。南サンボアンガ州に属する一級市で同州の州都であり、サンボアンガ半島地方の行政中心都市でもある。面積は333.8平方km。2000年の国勢調査では人口は142,515人、世帯数は28,027世帯。バランガイ数は54。

## 地理
市の南はモロ湾の一部、イラナ湾に面している。市の周辺には美しい砂浜（ホワイト・ビーチ White Beach、ボンバ・ビーチ Bomba Beach。ムリカイ・ビーチ Muricay Beach など）が多く、港からモーターボートなどで行くことができる。また市街地周囲には農地や森林が広がる丘陵地が取り囲み、滝や洞窟も多い。

## 歴史
旧サンボアンガ州のラバンガン町（Labangan）の集落（barrio）だったパガディアンは1937年3月23日に町となった。
パガディアンは1969年6月21日に法律によって市（chartered city）となった。1990年、コラソン・アキノ大統領の時代にサンボアンガ半島地方（ Region IX ）の行政中心をパガディアンに移す提案がなされたが不調に終わった。しかし2004年、グロリア・アロヨ大統領は観光局・労働雇用局・通商産業局のみをサンボアンガ市に残し、ほかのサンボアンガ半島地方政府の部局をすべてパガディアンに移す政令を発した。
これら論争の的となってきた地方行政中心の移転は、パガディアンを南部の重要都市にしようという意図から来ている。サンボアンガ市民の中には、これはサンボアンガ地域がアロヨ大統領を選挙で支援しなかったことへの報復であるという見方から、すでにマニラ、セブ市、ダバオ市、マレーシアへの空路を有し経済特区もあるサンボアンガを、政治の中心から、純粋にビジネスと貿易の中心都市にしようという意図があるという見方もある。